# Парамонов, Анатолий Иванович
Анатолий Иванович Парамонов (18 января (30 января) 1891, Берёзовский завод, Екатеринбургский уезд, Пермская губерния, Российская империя — 17 ноября 1970, Свердловск, СССР) — российский революционер, советский государственный, партийный и общественный деятель.
Родился в рабочей семье. Участвовал в революционной деятельности, неоднократно арестовывался, в 1907 году стал членом РСДРП(б). Был горнорабочим, во время Первой мировой войны по инвалидности освобождён от военной службы. Принял активное участие в Февральской и Октябрьской революциях 1917 года, был красногвардейцем. В 1918 году вступил в Красную армию, участвовал в гражданской войне. После окончания войны находился на партийной работе, в частности занимал посты председателя Екатеринбургского горисполкома (1919—1920), председателя Пермского горсовета (1930—1931), председателя Челябинского горсовета (1933). Состоял членом ВЦИК и ЦИК СССР, являлся делегатом X Всероссийского съезда Советов, I съезда Советов СССР, XV съезда ВКП(б). Был знаком с поэтом Владимиром Маяковским, водил его на могилу царской семьи Романовых. В 1930-х годах дважды исключался из рядов партии, но каждый раз восстанавливался. В 1936 году в третий раз исключён из партии как «троцкист», в том же году арестован и подвергся репрессиям, провёл 8 лет в ГУЛАГе. В 1944 году освободился, однако в 1949 году снова арестован и пробыл 5 лет в ссылке. В 1955 году реабилитирован, а в 1956 году восстановлен в партии со стажем с 1907 года. Персональный пенсионер союзного значения и кавалер ордена Ленина (1958). На пенсии занимался активной общественной работой.

## Биография

### Молодые годы и революционная деятельность
Родился 30 января (18 января по старому стилю) 1891 года в поселке Берёзовский завод Екатеринбургского уезда Пермской губернии в семье рабочих — горного штейгера Ивана Андреевича и портнихи Фелицаты Семеновны Парамоновых.
Учился в 4-классном Екатеринбургском городском училище и жил отдельно от матери с отцом, постоянно переезжавшим на горные работы из Березовского завода в Невьянск, на Исовские прииски, в Кытлым. Ещё будучи учеником принял участие в революции 1905—1907 годов. В 1904 году во время забастовки рабочих в Екатеринбурге Парамонов ходил вместе со студентами на предприятия, в том числе Верх-Исетский завод, Коробейниковские и Макаровские фабрики, завод Ятеса, где те занимались агитацией среди рабочих. Он познакомился с революционерами—марксистами, участвовал в маёвках, легальных и нелегальных политических собраниях, читал революционную литературу, знал программы политических партий. Осенью 1905 года Парамонов вступил в кружок социал-демократической учащейся молодежи под руководством С. И. Дерябиной. Вскоре он сам начал вести ученический кружок, а также занялся выполнением различных партийных поручений: перевозил литературу в Березовский и Невьянский заводы, разбрасывал прокламации, распространял листовки с платформой социал-демократов на выборах в Государственную думу.
1 мая 1906 года во время маевки на Каменных палатках у озера Шарташ Парамонов был арестован вместе со своими 56-ю товарищами. Он был заключен в Екатеринбургскую тюрьму, где провёл двое суток и отпущен «по малолетству». В 1906—1907 годах Парамонов продолжил вести партийную работу. Вместе с товарищем по училищу С. А. Анучиным он занимался в городской школе пропагандистов, где преподавателями состояли И. И. Шварц, Н. Н. Накоряков, С. Е. Чуцкаев. 20 мая 1907 года во время выпускных экзаменов из училища в возрасте 16 лет он был снова арестован на большевистской сходке в лесу близ Екатеринбурга и провел 10 месяцев в тюрьме. За это время под руководством Я. М. Свердлова, переведённого на заключение в Екатеринбург, Парамонов вместе с группой арестантов, в том числе с Н. А. Гребневым, закончил в тюрьме «кружок „среднего типа“», заключавшийся в конспектировании лекций, штудировании «Капитала» и марксистской литературы, изучении немецкого языка. Впоследствии Парамонов вспоминал, что знакомство со Свердловым завязалось тогда, когда тот спросил, нет ли среди них, «массовиков» — рабочих и крестьян, желающих поговорить на политические темы:
Народ зашумел, обрадовался, охотников нашлось много. Камера была самая большая, и в ней сидело постоянно 25–30 человек. […] На другой же день Свердлов, одетый в простую черную косоворотку, звонким, сильным и четким голосом начал беседу. С первых его слов в камере установилась абсолютная тишина. Два-три человека отложили в сторону книги. Внимательные глаза слушателей вперились в небольшую, сухощавую фигуру оратора, а он, поблескивая стеклышками пенсне, уверенно и убедительно излагал «Коммунистический манифест». И когда он, подняв вверх на уровне головы правую руку с вытянутым указательным пальцем, закончил восклицанием: «Пролетарии всех стран, соединяйтесь!», — раздались общие дружные, как в театре, аплодисменты. Я вспомнил, как он так же заканчивал свои речи в городском театре в 1905 году. […] Свердлов не был бы Свердловым если бы и в тюрьме не вел пропагандистской работы.
Позже Парамонов был на два года под гласный полицейский надзор сослан в город Мезень Архангельской губернии. С тех пор он считался членом РСДРП(б), а со дня ареста исчислялся партийный стаж Парамонова.
В мае 1909 года вернулся из ссылки на Урал, работал кочегаром, маслёнщиком, а затем помощником машиниста драги на золотодобывающем прииске близ Невьянска. Там в результате несчастного случая он лишился четырёх пальцев на руках, из-за чего на некоторое время потерял возможность работать. Поступив в Каслинскую школу инструкторов сельскохозяйственного машиностроения, где был организован нелегальный кружок, Парамонов, в том числе с помощью тетради с лекциями Свердлова, занялся ведением пропагандистской работы с учениками, а также литейщиками Каслинского завода, среди которых пользовался значительным авторитетом. В то время Парамонов переписывался с Н. К. Крупской, которая в то время вместе с В. И. Лениным жила в Париже, и получал от неё литературу, в том числе газету «Социал-демократ», которую распространял среди рабочих вместе с Р. Ф. Загвозкиным, организатором в Берёзовском первого социал-демократического кружка.
3 ноября 1911 года вновь арестован по делу о подготовке VI Всероссийской (Пражской) конференции РСДРП вместе с группой из 12-ти видных екатеринбургских большевиков, в том числе с С. А. Черепановым, И. И. Шварцем, Г. М. Шкапиным, Е. Б. Бош. При обыске у него был обнаружен парижский адрес Ленина и переписка с ЦК партии, помимо ещё раньше перехваченных трех пакетов из Парижа с газетой «Социал-демократ», адресованных лично Парамонову. Во время пребывания в Екатеринбургской тюрьме с помощью перестукивания он связался со Шварцем и Шкапиным, играл в самодельные шахматы с Ф. И. Голощёкиным, арестованным в Москве и сосланным на Урал, а также занимался распространением рукописного журнала «Тюремное эхо». Судебное следствие было начато лишь 12 марта 1912 года, а приговор вынесен через полтора года — 19—20 сентября 1913 года — на выездном заседании Казанской судебной палаты в Екатеринбургском окружном суде. В числе адвокатов обвиняемых был присяжный поверенный А. Ф. Керенский, будущий председатель Временного правительства России. Парамонов был осуждён на 4 месяца крепости, причём ему было зачтено время предварительного заключения, покрывшее уже отбытый срок, в результате чего он был освобождён из заключения, отсидев в общей сложности 22 месяца.
Так и не сумев получить образования, Парамонов устроился помощником машиниста на дорогу Невьянского горного округа, а весной 1914 года стал помощником мастера-заведующего механическим цехом Невьянского завода. Из-за систематических задержек заработной платы по причине Первой мировой войны он принимал активное участие в протестах рабочих, за что был выгнан с завода. Не оставив революционной деятельности, по совету партийцев Парамонов переехал в Екатеринбург и поступил на Верх-Исетский завод, где работал секретарем больничной кассы, однако был «удалён» с данной должности, как «вредный и в политическом отношении опасный для общественного спокойствия и имеющий особое влияние в среде рабочих завода».
Как ратник 2-го разряда Парамонов подвергся мобилизации и в октябре—декабре 1914 года служил рядовым в 149-м запасном батальоне Екатеринбурга и 170-м запасном полку Бузулука, но по причине изувеченных рук был освобождён от военной службы. В январе 1915 года он переехал в Челябинск и по протекции секретаря Оренбургской земской управы большевика Сергея Чуцкаева поступил счетоводом в отделение завода сельскохозяйственных машин «Аксай», затем стал токарем на заводе «Столль и К°», а вскоре избран председателем правления Челябинского общества потребителей. Осенью 1916 года Парамонов переехал в Екатеринбург, где также стал председателем общества потребителей. Там он работал вместе с Л. И. Вайнером и Ф. Ф. Сыромолотовым, добившись издания журнала «Уральский кооператор», где сам же и печатался.

### Революции и гражданская война
Во время Февральской революции 1917 года Парамонов, будучи членом Екатеринбургского комитета РСДРП(б), стал товарищем-председателем комитета общественной безопасности. Во время выборов в Екатеринбургское уездное земское собрание он был руководителем избирательной кампании большевиков и по их списку стал членом земства и уездной земской управы, где занимался делами народного образования. 3 марта на первом легальном собрании городской парторганизации Парамонов был избран во временный горком РСДРП под председательством только что выпущенного из тюрьмы И. М. Малышева, объявившего о проведении выборов в совет рабочих депутатов. По итогам выборов все большевики стали членами совета и 19 марта на его первом заседании Парамонов был избран в Екатеринбургский исполнительный комитет. Будучи организатором совета, он также стал его первым секретарем. 24 мая Парамонов был избран председателем временного военного бюро партии, в который вошло 8 человек, в том числе Я. М. Юровский. Вместе с П. М. Быковым, Л. И. Вайнером, Я. С. Шейнкманом, С. А. Анучиным — членами екатеринбургской военной организации, в которой к июню насчитывалось уже 300 коммунистов — Парамонов занимался ведением политической работы среди солдат. После перевыборов и получения большевиками большинства он занял должность председателя Екатеринбургского горсовета, на которой пробыл до июля 1918 года. В дни Октябрьской революции 1917 года Парамонов командовал красногвардейским отрядом, занявшим важные городские пункты — телеграф и телефонную станцию.

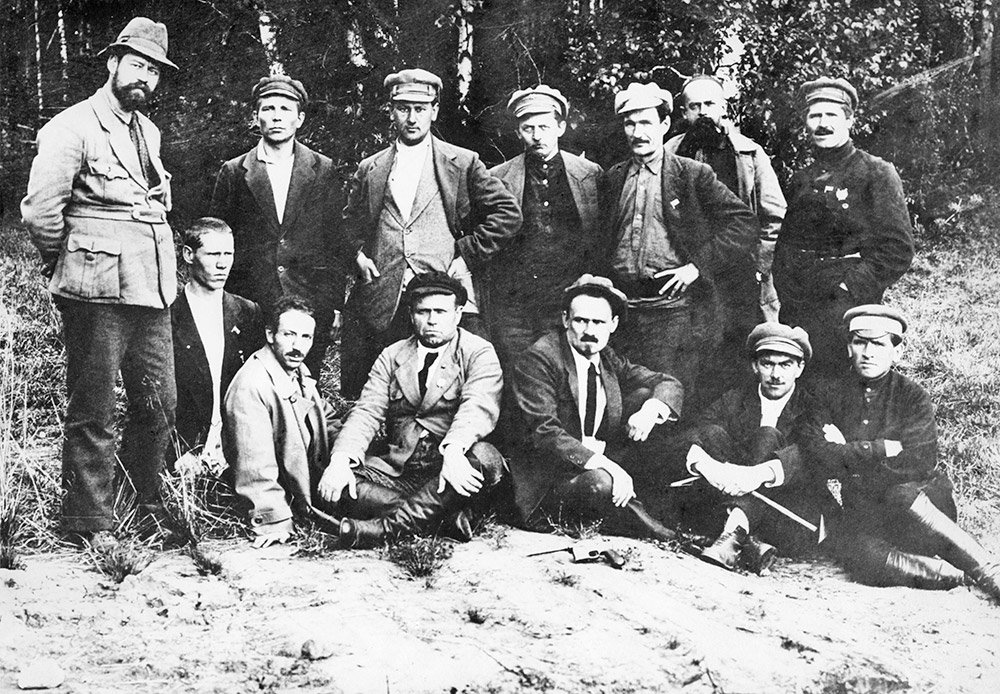
Группа уральских большевиков на могиле Романовых (Парамонов — первый слева), 1924 год

В то время Парамонов, как полагают историки, мог знать о готовящемся убийстве семьи Романовых, так как был знаком с участниками расстрела, а затем вроде бы носил полушубок с царского плеча. Так, в музее Революции в Москве хранится фотоснимок 1924 года, на котором запечатлена группа из 13 видных уральских большевиков, приехавших на экскурсию к месту захоронения Романовых. Слева направо: 1-й ряд — А. И. Парамонов, N. N., М. М. Харитонов, Б. В. Дидковский, И. П. Румянцев, N. N., А. Л. Борчанинов; 2-й ряд — Д. Е. Сулимов, Г. С. Мороз, М. В. Васильев, В. М. Быков, А. Г. Кабанов, П. З. Ермаков. Они стоят и сидят на мостике из шпал, под которым была зарыта царская семья, а рядом лежит маузер Ермакова, из которого, по собственным словам, он застрелил царя. 
В июле 1918 года ввиду взятия Екатеринбурга белыми Парамонов вступил в Красную армию. Во время эвакуации из Екатеринбурга отряд красногвардейцев под его командованием отвечал за охрану и сопровождение «золотого поезда». После успешного выполнения данной миссии Парамонов в июне того же года стал рядовым красноармейцем 1-го батальона дружины Уральского областного комитета РКП(б), пройдя путь до должности начальника разведки и связи батальона. Впоследствии он занимал посты начальника штаба 3-й Уральской дивизии, комиссара 5-й Уральской дивизии, члена коллегии политотдела 2-й армии РККА, а также редактора газеты «Красный воин». Во время гражданской войны Парамонов служил на Восточном фронте, принял участие в подавлении мятежа Чехословацкого корпуса, воевал против Колчака, участвовал в боях на станции Кузино, под Сылвинским заводом, на станции Шаля, где был контужен. Его боевым товарищем в то время был И. М. Малышев. Кроме того, возможно, что в это время пересекались пути Парамонова и служившего рядом секретарём парторганизации штаба 29-й дивизии П. П. Бажова, будущего писателя и автора «Малахитовой шкатулки».

### На государственных и партийных постах
После разгрома белых войск на Урале Парамонов в июле 1919 года был назначен председателем Красноуфимского ревкома. После демобилизации по ходатайству Екатеринбургского губкома РКП(б) он получил направление на работу в Екатеринбургскую парторганизацию. В июле—октябре 1919 года Парамонов находился на должности председателя Екатеринбургского губернского трибунала. На этот период пришлись репрессии в отношении участников Западно-Сибирского восстания. Помимо этого Парамонов был членом губернской ревизионной комиссии и начальником отряда особого назначения. В ноябре 1919 года он занял должность председателя Екатеринбургского уездногородского исполкома Совета рабочих, красноармейских и крестьянских депутатов, на которой находился до июня 1920 года. В тот период он также был председателем Екатеринбургского горсовета нескольких созывов. Под председательством Парамонова члены горсовета рассматривали вопросы продовольственного снабжения и продразверстки, затрагивали проблемы перспективного развития города, в том числе заслушали доклад о введении в городе трамвая, канализации и водоснабжения. В это же время Парамонов принял активное участие в дискуссии о профсоюзах, выступив на стороне троцкистской платформы против ленинской позиции, что впоследствии повлияло на его судьбу.
В 1920 году на VII Всероссийском съезде Советов Парамонов стал членом ВЦИК от Екатеринбургской губернии и впоследствии неоднократно переизбирался, приняв участие в разработке Земельного и Уголовного кодексов, работал в нескольких комиссиях, в том числе по выработке основного закона СССР. Также избирался членом ЦИК СССР. В июне 1921 года по личному желанию с согласия Екатеринбургского губернского комитета РКП(б) и во исполнение решений X съезда РКП(б) о переброске ответственных работников к станку и плугу Парамонов ушёл со всех государственных и партийных должностей на работу токарем в Екатеринбургские главные железнодорожные мастерские. Однако уже в сентябре 1921 года, после решения ВЦИК о создании Челябинской губернии, он был назначен председателем губернской комиссии по чистке партии. В 1922 году Парамонов стал делегатом X Всероссийского съезда Советов и I съезда Советов СССР. В мае 1922 года он занял должность председателя Челябинского губернского исполкома, а после преобразования губернии в округ Уральской области с ноября 1923 года по март 1924 года был председателем Челябинского окружного исполкома. В этот период он вновь принял участие в дискуссии о внутреннем положении партии на стороне троцкистской платформы. Также занимал пост редактора «Красной газеты».
В апреле 1924 года Парамонов вернулся в Екатеринбург, который в ноябре того же года был переименован в Свердловск, став председателем правления Уралсельхозбанка и редактором «Крестьянской газеты». В ноябре 1927 года он был избран председателем Свердловского окружного исполкома. Парамонов также стал делегатом XV съезда ВКП(б).

### Знакомство с Маяковским
Шесть пудов

                     (для веса ровного!),

будто правит

                      кедров полком он,

снег хрустит

                     под Парамоновым,

председателем

                          исполкома.

Распахнулся весь,

роют

        снег

                пимы.

— Будто было здесь?!

Нет, не здесь.

                         Мимо! —

Здесь кедр

                   топором перетроган,

зарубки

              под корень коры,

у корня,

              под кедром,

                                   дорога,

а в ней —

                   император зарыт.

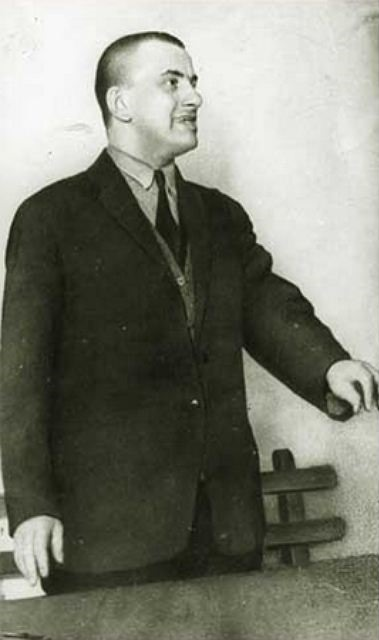
Маяковский выступает в Свердловске, 1928 год

В конце января 1928 года Парамонов принимал в Свердловске В. В. Маяковского, приехавшего на несколько дней с визитом в город. В то время в Свердловске строили новые дома и прокладывали водопровод, и Маяковский, пробираясь по ухабам и рвам, бросил: «Черт знает, что делается! Все улицы изрыты, не город, а строительная площадка».
27 января Маяковский гостил в доме у Парамонова, который накормил его пельменями и пирожками с медвежатиной, только что добытой в лесу. На вопрос поэта, что собственно собой представляет Свердловск, Парамонов ответил: «А ничего не представляет. То, что вы видели, — вчерашний день, а главное для города — это его завтра. Для того и работаем»; это высказывание попало в написанное и опубликованное там же, в Свердловске, стихотворение «Екатеринбург—Свердловск», в котором вместо прежнего Екатеринбурга — «новый город:/работник и воин»; «как будто/у города/нету/„сегодня“,//а только —/„завтра“/и „вчера“». За обедом Маяковский расспрашивал Парамонова об истории города, и тот рассказал о том, что знает, где захоронены Романовы — это заинтересовало поэта.
29 января, в последний день пребывания в Свердловске, Маяковский осмотрел дом Ипатьева, где были расстреляны члены царской семьи, а затем в 30-градусный мороз по бездорожью на санях-розвальнях с исполкомовским кучером и Парамоновым съездил на место захоронения. Одетые в дохи и пимы, они шли несколько вёрст от Старой Коптяковской дороги до Четырёхбратского урочища по волчьим следам и отметинам на деревьях, сделав несколько кругов, после чего Парамонов пимами разгреб снег и обнаружив угли, указал Маяковскому на примерное место сожжения трупов Романовых. Парамонов позже вспоминал: «Внимательно осматривал все поэт. Задумчив был…». Маяковский, согласно П. И. Лавуту, рассказывал:
Конечно, как будто ничего особенного — посмотреть могилу царя. Да и, собственно говоря, ничего там не видно. Ее даже трудно найти, находят по приметам, причем этот секрет знаком лишь определенной группе лиц. Но мне важно дать ощущение того, что ушла от нас вот здесь лежащая последняя гадина последней династии, столько крови выпившей в течение столетий.
По впечатлениям от поездки в Свердловск Маяковский написал цикл «Свердловских стихов», в котором было стихотворение «Император», где поэт и «запечатлел» Парамонова. Однако, исходя из этого стихотворения можно сделать вывод, что Парамонов с Маяковским так и не нашли места захоронения Романовых, так как в реальности в этом месте не было кедров, хотя, возможно их упоминание было просто поэтическим приёмом. По мнению литературоведа О. А. Лекманова, ситуация, в которую попали Маяковский и Парамонов, оказалась несколько двусмысленной: «нашли они место захоронения императора или нет, было, по-видимому, до конца непонятно и им самим». 30 января после пяти свердловских дней Маяковский уехал из города, на прощание передав Парамонову листок со своими московскими адресами и номерами телефонов.

### Последующая работа
Впоследствии карьера Парамонова пошла на спад. Так, с мая 1929 года по апрель 1930 года он был заведующим Уральским областным земельным управлением, но снят с поста за «несвоевременное представление сведений по землеустройству». С августа 1930 по январь 1931 года Парамонов занимал должность председателя Пермского горсовета, но был отстранён за «правый уклон». После этого до апреля 1933 года он находился на посту председателя комитета Севера при Уралоблисполкоме.
В апреле 1933 года ввиду плохого состояния дел в городе Челябинске и его районах Парамонов был назначен председателем Челябинского горсовета. За время нахождения на посту он получил строгий выговор от комиссии исполнения Совнаркома РСФСР за «бездеятельность Челябинского горсовета и нетерпимый бюрократизм в снабжении рабочих овощами», а в сентябре был снят с должности за невыполнение постановления ЦК ВКП(б) и СНК о транспорте, в частности за «непредоставление квартир рабочим—железнодорожникам». В ноябре того же года Парамонов был исключен из партии, как «оторвавшийся от масс» бывший оппозиционер, однако вскоре восстановлен областной комиссией по чистке.
С октября 1933 года Парамонов работал начальником планового отдела, финансового отдела, а затем был исполняющим обязанности начальника местпрома в Уральском (позже Свердловском) облуправлении местной и легкой промышленности. Одновременно также занимал должности заместителя председателя Энергостроя РСФСР, начальника строительства энергоцентра в Москве, начальника Коммунэнергостроя РСФСР. В январе 1936 года Парамонов был вновь исключен из партии «за контрреволюционное выступление на партийном собрании о стахановском движении» и в феврале уволен с работы «по собственному желанию». В апреле он снова добился решения о восстановлении в партии и должности, но не стал возвращаться в Свердловское облуправление, так как уже устроился заведующим охотничьим хозяйством «Востокостальлеса». В июне того же года Парамонов был опять исключён из партии как «двурушник и неразоружившийся троцкист».

### Репрессии
21 августа 1936 года Парамонов был арестован и попал под следствие. 30 декабря того же года постановлением Особого совещания при НКВД СССР он был приговорён к пяти годам исправительно-трудовых лагерей. Сидел в лагерях ГУЛАГа, в частности в Воркутинском лагере, где провёл восемь лет, то есть дольше установленного приговора. Освободившись, с октября 1944 года Парамонов работал старшим экономистом-финансистом шахты № 546 в объединении «Воркутауголь». Вернувшись на Средний Урал, в октябре 1946 года он стал экономистом по труду и производству на Гологорском авторемонтном заводе в Первоуральске Свердловской области. В марте 1948 года Парамонов переехал в Свердловск и поступил на работу начальником планово-производственного отдела свердловской конторы «Уралгипрошахт».
30 августа 1949 года он снова подвергся, и хотя «следствие ничего не дало», решением Особого совещания при НКВД от 30 августа был сослан на поселение в село Абан Красноярского края, где работал столяром Байканского участка Абанского химлесхоза. 5 августа 1954 года Парамонов был освобождён, пробыв в общей сложности пять лет в ссылке.
Во время нахождения в заключении и после освобождения Парамонов неоднократно и бесполезно обращался в партийные органы и судебные инстанции с заявлениями о своей невиновности. После посланного Н. С. Хрущёву письма, он был наконец полностью реабилитирован 15 октября 1955 года Свердловским областным судом «за недоказанностью состава преступления». В марте 1956 года Парамонов был восстановлен в партии Свердловским обкомом КПСС. Однако, в его учётных документах был записан перерыв в партийном стаже в период 1937—1956 годов, ввиду чего Парамонов обратился в обком, который в мае того же года восстановил его партстаж с мая 1907 года.

### Последние годы
В 1958 году Парамонов стал персональным пенсионером союзного значения. Тогда же был награждён орденом Ленина «за активное участие в Великой Октябрьской социалистической революции, боевую работу в период гражданской войны, а также за заслуги перед Советским государством в годы становления Советской власти, в связи с шестидесятилетием пребывания в рядах КПСС».
В последние годы жил в Свердловске. Несмотря на преклонный возраст, он активно участвовал в общественной жизни города: был членом Свердловского горкома и Кировского райкома КПСС, военно-научного общества при окружном Доме офицеров, входил в редакционную коллегию серии «Ленинская гвардия Урала» Средне-Уральского книжного издательства, состоял в ученых советах Краеведческого музея и музея Я. М. Свердлова, выступал перед солдатами, учениками школ и профтехучилищ. Водил к месту захоронения Романовых свердловского журналиста Э. Г. Якубовского.
Парамонов был женат. Выделялся высоким ростом, был заядлым курильщиком, носил усы и роскошную большую седую бороду.
Скончался 17 ноября 1970 года в Свердловске, немного не дожив до своего восьмидесятилетия. Похоронен на Широкореченском кладбище.

## Память и наследие
А. И. Парамонов оставил аудиовоспоминания, хранящиеся в Российском государственном архиве фонодокументов. Его личные вещи и архив находятся в коллекциях Свердловского областного краеведческого музея и Каслинского историко-художественного музея. Именем Парамонова названа одна из улиц Кыштыма. В Берёзовском — на доме, где родился Парамонов — установлена мемориальная доска.